# Braux (Aube)
Braux és un municipi francès situat al departament de l'Aube i a la regió del Gran Est. L'any 2007 tenia 109 habitants.

## Demografia

### Població
El 2007 la població de fet de Braux era de 109 persones. Hi havia 56 famílies de les quals 16 eren unipersonals (12 homes vivint sols i 4 dones vivint soles), 20 parelles sense fills, 4 parelles amb fills i 16 famílies monoparentals amb fills.
La població ha evolucionat segons el següent gràfic:
Habitants censats

### Habitatges
El 2007 hi havia 64 habitatges, 52 eren l'habitatge principal de la família, 10 eren segones residències i 2 estaven desocupats. 61 eren cases i 2 eren apartaments. Dels 52 habitatges principals, 44 estaven ocupats pels seus propietaris i 8 estaven llogats i ocupats pels llogaters; 1 tenia una cambra, 1 en tenia dues, 6 en tenien tres, 12 en tenien quatre i 32 en tenien cinc o més. 32 habitatges disposaven pel capbaix d'una plaça de pàrquing. A 23 habitatges hi havia un automòbil i a 18 n'hi havia dos o més.

## Economia
El 2007 la població en edat de treballar era de 64 persones, 50 eren actives i 14 eren inactives. De les 50 persones actives 45 estaven ocupades (28 homes i 17 dones) i 5 estaven aturades (1 home i 4 dones). De les 14 persones inactives 8 estaven jubilades, 3 estaven estudiant i 3 estaven classificades com a «altres inactius».

### Ingressos
El 2009 a Braux hi havia 54 unitats fiscals que integraven 121 persones, la mediana anual d'ingressos fiscals per persona era de 19.593 €.

### Activitats econòmiques
Dels 8 establiments que hi havia el 2007, 1 era d'una empresa de fabricació d'altres productes industrials, 2 d'empreses de construcció, 2 d'empreses de comerç i reparació d'automòbils, 1 d'una empresa immobiliària, 1 d'una empresa de serveis i 1 d'una empresa classificada com a «altres activitats de serveis».
Dels 3 establiments de servei als particulars que hi havia el 2009, 1 era un taller de reparació d'automòbils i de material agrícola, 1 paleta i 1 fusteria.
L'any 2000 a Braux hi havia 10 explotacions agrícoles que ocupaven un total de 888 hectàrees.

## Poblacions més properes
El següent diagrama mostra les poblacions més properes.